# يوي هاشيموتو
يوي هاشيموتو (باليابانية: 橋本由衣؛ بالكانا: はしもと ゆい) هي لاعبة كرة الريشة يابانية، ولدت في 14 مايو 1990 في إيواته في اليابان.

## وصلات خارجية
- يوي هاشيموتو على موقع BWF.tournamentsoftware.com (الإنجليزية)
- يوي هاشيموتو على موقع BWFbadminton.com (الإنجليزية)